# Nyoiseau
Nyoiseau est une ancienne commune française du département de Maine-et-Loire, en région Pays de la Loire. Son territoire se situe dans le Haut-Anjou.
Elle est depuis le 15 décembre 2016 intégrée à la nouvelle commune de Segré-en-Anjou Bleu.

## Géographie
Nyoiseau est une commune du Segréen qui s'organise le long de la RD 71 sur 3 kilomètres en 5 villages :
- Le vieux bourg à 6 km de Segré, où se trouvent la mairie et l'église ;
- Brèges où se trouvent le stade municipal et des carrières ;
- La Pinsonnaie, est le lotissement le plus récent. Ce lieu est le plus proche de Segré (3 km) et de la voie rapide RD 775 (axe Angers-Rennes) (1 km) ;
- La Perdrière est un lotissement et aussi une zone industrielle ;
- Le Bois II, ancienne cité minière ;
- Charmont, ancienne cité minière.

## Toponymie et héraldique

### Toponymie
Au XIIe siècle, le lieu apparait dans les documents en latin sous le nom de Nidus avis ou Nidus oselli, littéralement « nid d'oiseau ». L'expression niz oisel en ancien français signifiait aussi à cette époque « nid d'oiseau ».
Le toponyme Nyoiseau possède la particularité d’être le plus court à contenir une seule fois chacune des six voyelles (particularité que l’on retrouve dans d’autres communes aux noms plus longs comme Royaumeix, Chaouilley, ou Pouillenay, ou encore Chamouilley).
Ses habitants sont appelés les Nyoisiens.

### Héraldique
| Blason de Nyoiseau | Blason  | D'argent à trois capuchons de moine à l'antique, de gueules. |
| Blason de Nyoiseau | Détails | Le statut officiel du blason reste à déterminer.             |

## Histoire
La tradition d'extraction d'ardoise et de fer à Nyoiseau remonte au moins au Moyen Âge, faisant partie du bassin de Segré-Nyoiseau / Noyant-Combrée, cœur du territoire de l’extraction minière fer et ardoise dans le Haut-Anjou. L'Oudon et la Loire à proximité ont considérablement contribué à l'extension de ces activités.

## Politique et administration

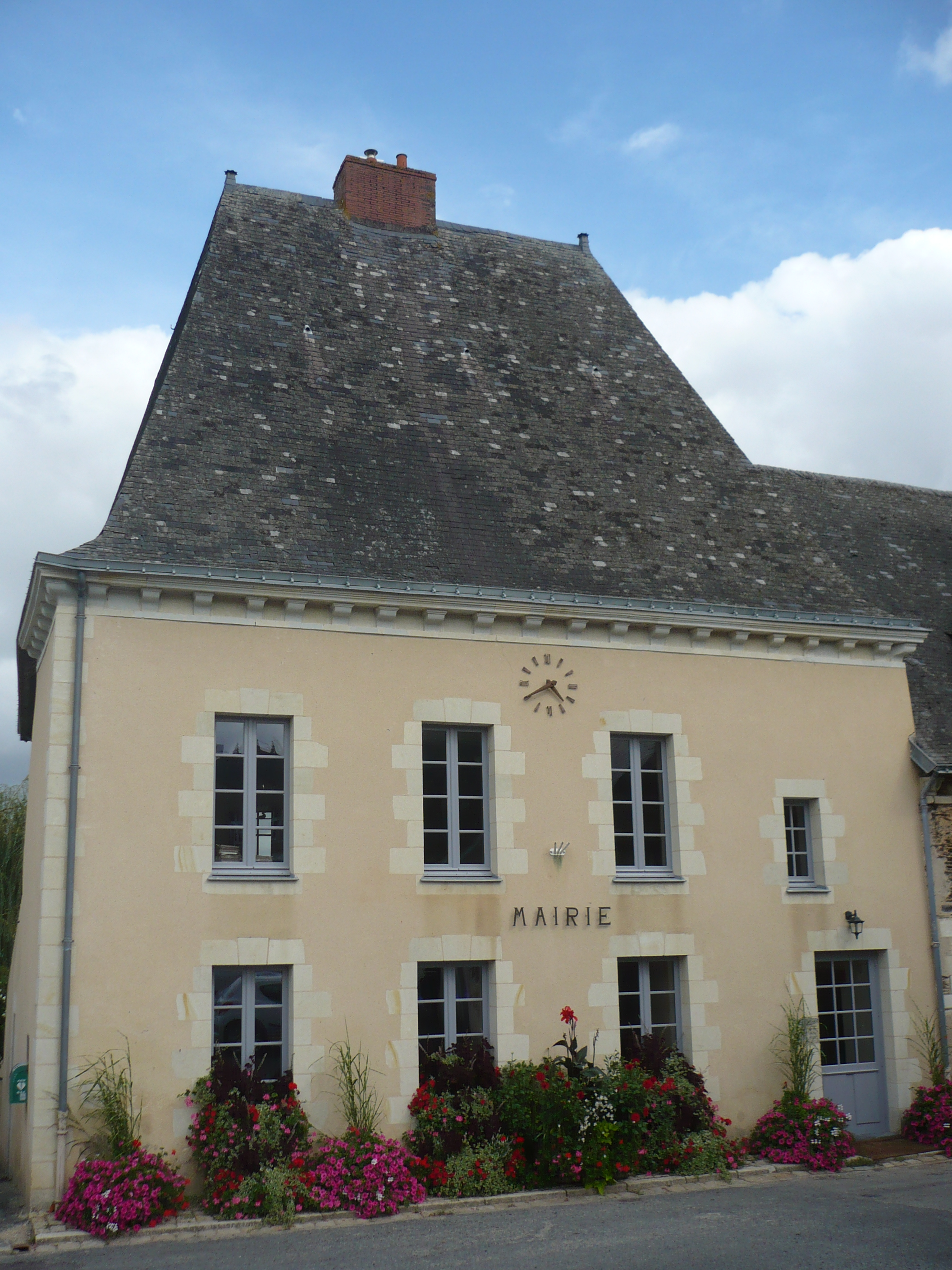
La mairie dans un ancien bâtiment de l'abbaye.

### Administration municipale

#### Administration actuelle
Depuis le 15 décembre 2016 Nyoiseau constitue une commune déléguée au sein de la commune nouvelle de Segré-en-Anjou Bleu et dispose d'un maire délégué.
| Période                                  | Période  | Identité          | Étiquette | Qualité |
| ---------------------------------------- | -------- | ----------------- | --------- | ------- |
| décembre 2016                            | mai 2020 | Gabriel Oreillard |           |         |
| mai 2020                                 |          | Denis Belier      |           |         |
| Les données manquantes sont à compléter. |          |                   |           |         |

#### Administration ancienne
| Période                                  | Période       | Identité          | Étiquette | Qualité            |
| ---------------------------------------- | ------------- | ----------------- | --------- | ------------------ |
|                                          | mars 2001     | Joël Nardin       |           | Conseiller général |
| mars 2001                                | mars 2008     | Jacqueline Skler  |           |                    |
| mars 2008                                | mars 2014     | Gabriel Oreillard |           |                    |
| mars 2014                                | décembre 2015 | Mariette Lorenzi  |           |                    |
| décembre 2015                            | décembre 2016 | Gabriel Oreillard |           |                    |
| Les données manquantes sont à compléter. |               |                   |           |                    |

En 2015, la démission collective de dix élus municipaux entraîne une élection municipale complémentaire les 6 et 13 décembre, aboutissant à l'élection d'un nouveau maire,.

### Ancienne situation administrative
La commune était membre de la communauté de communes du Canton de Segré, elle-même membre du syndicat mixte Pays de l'Anjou bleu, Pays segréen, jusqu'à son intégration dans Segré-en-Anjou Bleu.

## Population et société

### Évolution démographique
L'évolution du nombre d'habitants est connue à travers les recensements de la population effectués dans la commune depuis 1793. À partir du 1er janvier 2009, les populations légales des communes sont publiées annuellement dans le cadre d'un recensement qui repose désormais sur une collecte d'information annuelle, concernant successivement tous les territoires communaux au cours d'une période de cinq ans. 
Pour les communes de moins de 10 000 habitants, une enquête de recensement portant sur toute la population est réalisée tous les cinq ans, les populations légales des années intermédiaires étant quant à elles estimées par interpolation ou extrapolation. Pour la commune, le premier recensement exhaustif entrant dans le cadre du nouveau dispositif a été réalisé en 2007,.
En 2014, la commune comptait 1 226 habitants, en évolution de −6,05 % par rapport à 2009 (Maine-et-Loire : +3,3 %, France hors Mayotte : +2,49 %).
| 1793 | 1800 | 1806 | 1821 | 1831 | 1836 | 1841 | 1846 | 1851 |
| ---- | ---- | ---- | ---- | ---- | ---- | ---- | ---- | ---- |
| 436  | 272  | 272  | 475  | 430  | 746  | 729  | 781  | 764  |

| 1856 | 1861 | 1866 | 1872 | 1876 | 1881 | 1886 | 1891 | 1896 |
| ---- | ---- | ---- | ---- | ---- | ---- | ---- | ---- | ---- |
| 770  | 767  | 788  | 767  | 772  | 721  | 704  | 718  | 725  |

| 1901 | 1906 | 1911 | 1921 | 1926  | 1931  | 1936  | 1946  | 1954  |
| ---- | ---- | ---- | ---- | ----- | ----- | ----- | ----- | ----- |
| 811  | 812  | 827  | 966  | 1 290 | 1 516 | 1 168 | 1 219 | 1 609 |

| 1962  | 1968  | 1975  | 1982  | 1990  | 1999  | 2007  | 2012  | 2014  |
| ----- | ----- | ----- | ----- | ----- | ----- | ----- | ----- | ----- |
| 1 647 | 1 594 | 1 393 | 1 368 | 1 233 | 1 275 | 1 307 | 1 248 | 1 226 |

### Pyramide des âges
La population de la commune est relativement jeune. Le taux de personnes d'un âge supérieur à 60 ans (19,4 %) est en effet inférieur au taux national (21,8 %) et au taux départemental (21,4 %).
Contrairement aux répartitions nationale et départementale, la population masculine de la commune est supérieure à la population féminine (51,8 % contre 48,7 % au niveau national et 48,9 % au niveau départemental).
La répartition de la population de la commune par tranches d'âge est, en 2008, la suivante :
- 51,8 % d’hommes (0 à 14 ans = 17,4 %, 15 à 29 ans = 23,2 %, 30 à 44 ans = 20,7 %, 45 à 59 ans = 20,2 %, plus de 60 ans = 18,5 %) ;
- 48,2 % de femmes (0 à 14 ans = 21,1 %, 15 à 29 ans = 17,3 %, 30 à 44 ans = 21 %, 45 à 59 ans = 20,2 %, plus de 60 ans = 20,5 %).

| Hommes | Classe d’âge | Femmes |
| ------ | ------------ | ------ |
| 0,0    | 90 ans ou +  | 0,0    |
| 6,8    | 75 à 89 ans  | 7,6    |
| 11,7   | 60 à 74 ans  | 12,9   |
| 20,2   | 45 à 59 ans  | 20,2   |
| 20,7   | 30 à 44 ans  | 21,0   |
| 23,2   | 15 à 29 ans  | 17,3   |
| 17,4   | 0 à 14 ans   | 21,1   |

| Hommes | Classe d’âge | Femmes |
| ------ | ------------ | ------ |
| 0,4    | 90 ans ou +  | 1,1    |
| 6,3    | 75 à 89 ans  | 9,5    |
| 12,1   | 60 à 74 ans  | 13,1   |
| 20,0   | 45 à 59 ans  | 19,4   |
| 20,3   | 30 à 44 ans  | 19,3   |
| 20,2   | 15 à 29 ans  | 18,9   |
| 20,7   | 0 à 14 ans   | 18,7   |

### Enseignement
- Collège-lycée Notre Dame d'Orveau

## Économie
Sur 69 établissements présents sur la commune à fin 2010, 33 % relevaient du secteur de l'agriculture (pour une moyenne de 17 % sur le département), 15 % du secteur de l'industrie, 13 % du secteur de la construction, 30 % de celui du commerce et des services et 9 % du secteur de l'administration et de la santé.

## Culture locale et patrimoine

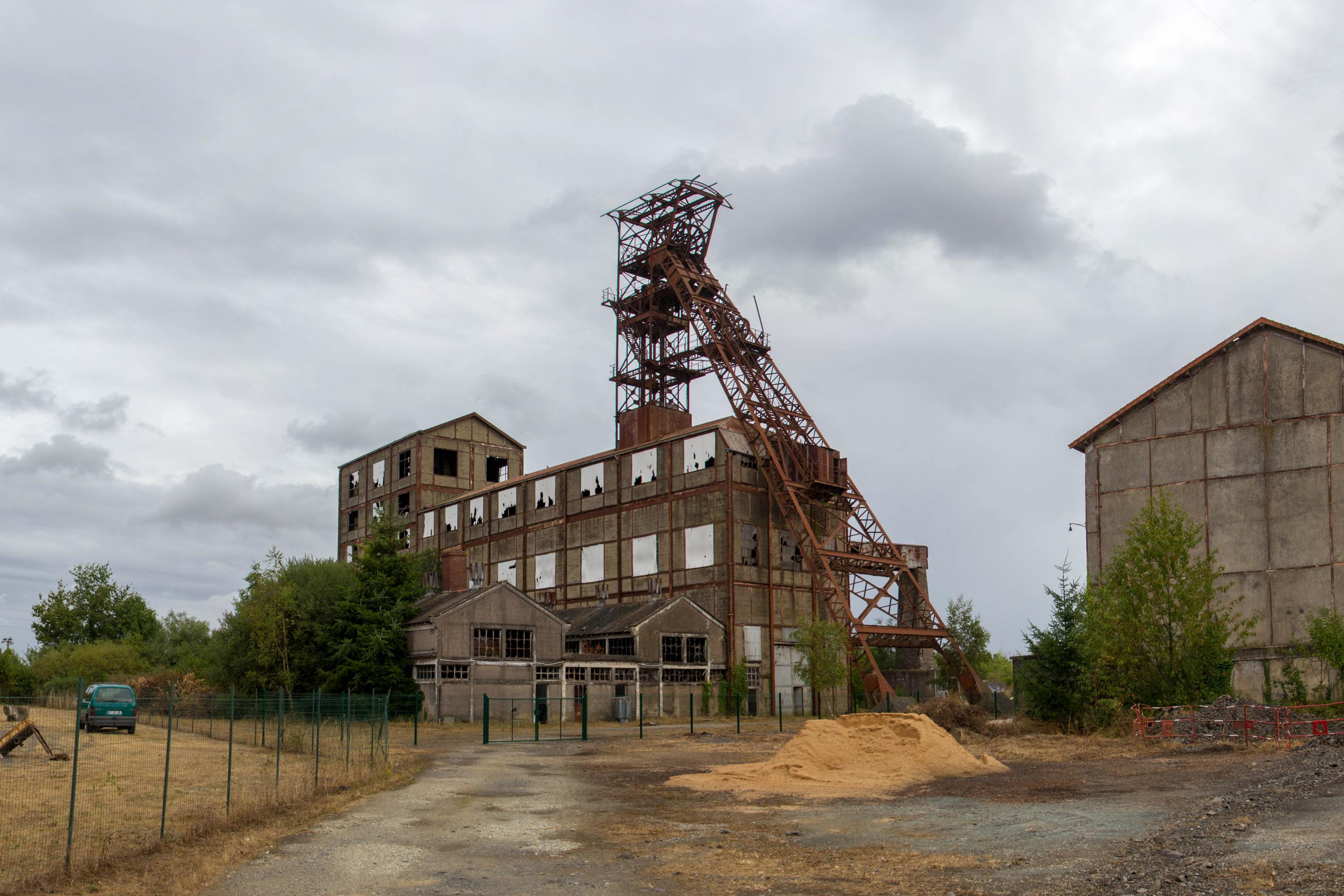
Chevalement Bois 3, construit en 1935.

### Lieux et monuments
- Abbaye Notre-Dame de Nyoiseau, vestiges d'une abbaye bénédictine, créée en 1109 par Salomon, un ermite compagnon de Robert d'Arbrissel[21].
- Ancienne mine de fer de la Société des mines de fer de Segré, concession de la Ferrière, dite mine de Charmont[22].
- Mine de fer de la Société des mines de fer de Segré, concession du Bois I, le « Carreau de Bois II », avec le chevalement métallique du puits 3 et la tour d'extraction en béton armé du puits 2[23].